# Ferdinand Kraupner
J.M. can. Ferdinand Kraupner (25. dubna 1878 Moravské Jevíčko – 8. prosince 1962) byl český římskokatolický kněz, osobní děkan, biskupský notář, čestný kanovník Katedrální kapituly u sv. Štěpána v Litoměřicích.

## Život
Na kněze byl vysvěcený 13. července 1902. Jako kněz působil převážně na Žatecku a Podbořansku. Po vysvěcení sloužil jako kaplan v Údlicích. V roce 1906 přišel do Měcholup na okrese Louny. Později se stal farářem v Libočanech a Tušimicích. Od 50. let 20. století byl pak farářem v Letově u Podbořan. Za svou pastorační činnost byl litoměřickým biskupem jmenován osobním děkanem a biskupským notářem. 24. listopadu 1951 byl jmenován a 18. prosince 1951 byl v litoměřické katedrále spolu s Kamilem Filipcem instalován jako čestný kanovník litoměřické katedrální kapituly.
Proslul jako vynikající duchovní i vyhlášený lidový léčitel, za kterým přicházelo mnoho nemocných. Na Podbořansku, kde bylo v jeho době 80 % procent obyvatelstva německé národnosti, se věnoval sběru léčivých bylin a vyléčil řadu neduhů, podobně jako později jeho kolega kněz František Ferda v jižních Čechách. Za zázračné uzdravení bylo považováno uzdravení pana Mauleho, kterému vyléčil nemocný žaludek kůrou ze syrových brambor. Ani po více než půl století nevymizela vzpomínka na tohoto léčitele.